# Globularia punctata
Globularia punctata es una planta de la familia  Plantaginaceae, nativa de Europa.

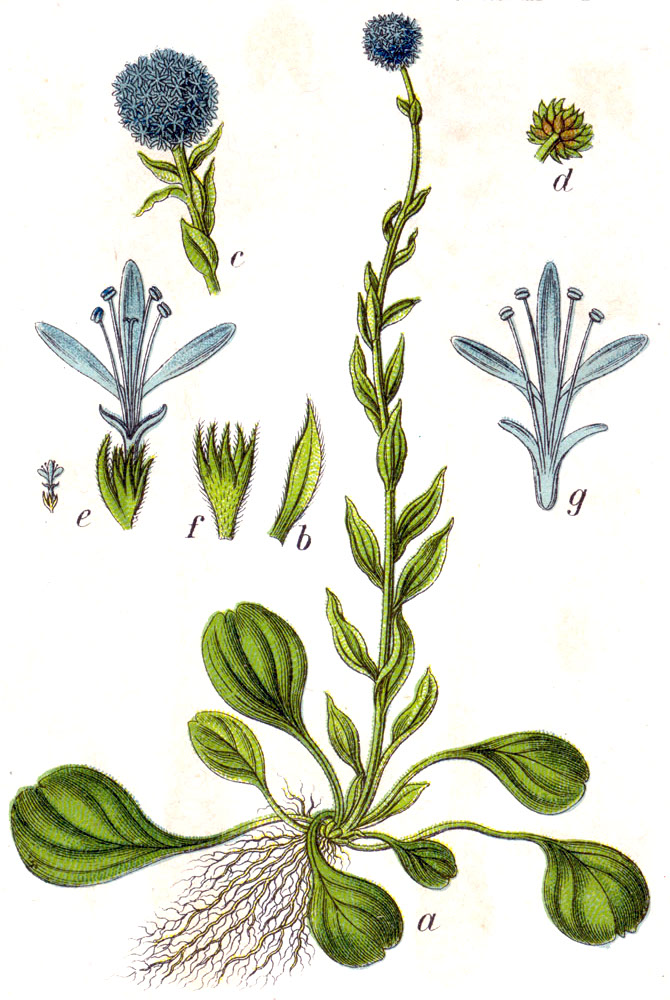
Ilustración

## Descripción
Es una planta perenne, amacollada de hasta 30 cm de alto con una roseta basal de hojas con largos pecíolos y un cocleariformes. En verano produce cabezuelas de flores de color añil.

## Taxonomía
Globularia punctata fue descrita por Philippe-Isidore Picot de Lapeyrouse  y publicado en Hist. Pl. Pyrénées 57 1813.
Etimología
Globularia: nombre genérico del latín y que según Clusio, Rariorum aliquot stirpium, per Pannoniam (1583), nombre entre los botánicos de una planta claramente referible al género Globularia L. (Globulariáceas), a no dudar alusivo a la forma globosa de las inflorescencias –lat. globulus = glóbulo, globito, bolita; diminutivo de lat. globus; y de -aria = sufijo que indica relación, en sentido amplio.
punctata: epíteto latíno que significa "con puntos o manchas"
Sinonimia
- Globularia aphyllanthes
- Globularia wilkommii
- Globularia elongata Hegetschw.
- Globularia tenella Lange
- Globularia vulgaris subsp. willkommii (Nyman) Wettst.[4]